# 有田町立有田中学校
有田町立有田中学校（ありたちょうりつありたちゅうがっこう）は、佐賀県西松浦郡有田町岩谷川内にある公立中学校。

## 概要
有田焼で知られる有田町にある。2021年度の生徒数は297名（特別支援学級の14名を含む）。

## 沿革
1949年（昭和24年）に、中学校2校（有田・東有田）を統合の上、「有田町東有田町組合立 有田中学校」として来校。現校名になったのは1954年（昭和29年）。2024年（令和6年）に創立75周年を迎える。
- 1947年（昭和22年）
  - 5月 - 学制改革により、国民学校高等科と青年学校普通科が改組され、以下の新制中学校2校が発足。
    - 有田町立有田中学校（当初有田町立有田小学校に併設）
    - 東有田町立東有田中学校（当初東有田町立東有田小学校に併設）

  - 6月 - 有田町・東有田町学校組合が結成され、以上2校の統合について準備が始められる。
- 1949年（昭和24年）
  - 4月1日 - 「有田町東有田町組合立 有田中学校」が開校。初代校長は田中清。統合校舎完成までの間、旧2校舎での分散授業を継続。
  - 9月23日 - 東有田町大野に校舎の一部が完成。開校記念式典を挙行。校章を制定。
- 1950年（昭和26年）11月 - 統合校舎（木造）が完成し、全生徒移転を完了。分散授業を終了。
- 1954年（昭和29年）4月1日 - 有田町と東有田町の合併により、「有田町立有田中学校」（現校名）に改称。
- 1955年（昭和30年）3月 - 校歌を制定。
- 1956年（昭和31年）1月1日 - 西有田村の分村により、校区が改定され、西有田村立曲川中学校から南川良地区の生徒が転入。
- 1958年（昭和33年）4月 - 体育館兼講堂（当時、佐賀県初の鉄筋造であった）が完成。
- 1963年（昭和38年）- プールが完成。
- 1964年（昭和39年）5月 - 完全給食を開始。
- 1968年（昭和43年）11月 - 図書館が完成。
- 1978年（昭和53年）12月 - 鉄筋コンクリート造校舎が完成。
- 1980年（昭和55年）
  - 3月 - プール・体育館が完成。
  - 10月 - 窯業室が完成。
- 1981年（昭和56年）5月 - 新校舎総合落成式を挙行。

## 通学区域
有田町立有田小学校 および 有田町立有田中部小学校の通学区域

## 進学前小学校
- 有田町立有田小学校
- 有田町立有田中部小学校

## 主な出身者
- 近藤美月 - 柔道選手

## 交通
- JR佐世保線上有田駅から徒歩23分、車で3分（1.9 kｍ）
- JR佐世保線有田駅から徒歩17分、車で4分（1.4 kｍ）
- 有田町コミュニティバス　桑木場入口、有田工高前、桑木場から徒歩11〜12分（0.9-1.0 km）
- 西九州自動車道波佐見有田インターチェンジから車で7分（4 km）